# TotalBiscuit
Джон Питер Бейн (англ. John Peter Bain; 8 июля 1984 — 24 мая 2018), более известный под своим никнеймом TotalBiscuit — британский игровой комментатор и игровой критик-ютубер. Известен освещением киберспортивных событий и комментированием игр на WCradio.com. По данным Eurogamer, большую популярность ему принесло комментирование выходящих инди-игр и анализ игровых новостей. Бейн поддерживал защиту потребителей в индустрии компьютерных игр.
В октябре 2015 года Бейн объявил о том, что болен раком терминальной стадии. В течение нескольких лет он продолжал работать в качестве игрового критика, однако в апреле 2018 года официально завершил карьеру из-за ухудшения здоровья. Умер 24 мая 2018 года.

## Биография
Бейн изучал юриспруденцию в De Montfort University. Параллельно с обучением он вёл шоу, посвящённое экстремальному металу, на студенческой радиостанции Demon FM.
С 2005 по 2010 год Бейн вёл World of Warcraft Radio, популярную фанатскую радиостанцию по игре World of Warcraft, получившую признание и одобрение от Blizzard Entertainment, разработчиков и издателей игры. Бейн был приглашён освещать ежегодную выставку BlizzCon в 2005 году, где он встретил свою будущую жену, ютубера Дженну Бейн. После работы на радио Бейн основал сайт Cynicalbrit.com, где выкладывал более общие заметки о компьютерных играх.
В 2010 году, во время экономического кризиса, Бейн потерял работу в финансовой консалтинговой компании. Безработность Бейна совпала с выпуском бета-версии дополнения World of Warcraft: Cataclysm, и он начал записывать видео на YouTube, в которых рассказывал о игровом процессе дополнения, надеясь заработать денег с помощью рекламной системы сайта. В течение нескольких недель популярность видео Бейна стремительно возрастала. С Бейном связался Майк «Husky» Ламонд, комментатор StarCraft II, который пригласил Бейна работать в сети игровых YouTube-каналов The Game Station (ныне Polaris).
В 2012 году Бейн работал в партнёрстве с Sony Online Entertainment на выставке E3, где вёл шоу с посетителями, пробующими играть в PlanetSide 2 на стенде Sony.

### Диагностирование рака и смерть
В конце апреля 2014 года Бейн объявил об обнаружении злокачественного образования в кишечнике, первого признака колоректального рака, который ранее был также обнаружен у его бабушки и дедушки. Менее чем через месяц Бейн объявил, что болен «полномасштабным раком» и начинает лечение химиотерапией.
В апреле 2015 года компьютерная томография показала полную ремиссию рака. Однако в октябре 2015 года новая томография показала, что хотя рак был излечен, в печени успели образоваться метастазы, излечение которых было невозможно. Доктора дали ему два-три года жизни. После этой новости Бейн расформировал свою киберспортивную команду team Axiom. К январю 2016 года Бейн перестал появляться в СМИ, полностью сфокусировавшись на создании видео с игровой критикой.
23 сентября 2016 года он сообщил, что раковая опухоль мутировала, но лечение уменьшило её более чем наполовину, с пяти сантиметров до двух.
В октябре 2017 года Бейн принял участие в подкасте H3, на котором подробно рассказал о течении его болезни. Он описал своё состояние как «стабильное» (подразумевая, что рак остался, но опухоль не увеличивается), хотя у него был рак IV степени. 22 ноября Бейн сообщил в «Твиттере», что химиотерапия перестала оказывать эффект и он собирается опробовать другие способы лечения.
В середине апреля 2018 года Бейн был госпитализирован с сильной спинной болью, после чего доктора обнаружили, что опухоль расширилась, начав давить на его спину. После попыток уменьшить распространение рака доктора обнаружили, что рак стал невосприимчив к медикаментозному лечению и химиотерапии. Доктора перевели его на паллиативное лечение. Узнав, что жить ему осталось недолго, Бейн объявил, что полностью уходит из критики игр, опасаясь, что он будет больше не в состоянии обеспечивать качество видео, удовлетворяющее как зрителей, так и его самого. Он планировал продолжать вести подкаст со своей женой, который в случае его смерти она продолжит вести в одиночку.
24 мая 2018 года Дженна Бейн объявила в «Твиттере» на своём аккаунте и на аккаунте мужа, что Бейн впал в печёночную кому и умер. 9 сентября 2018 года Blizzard Entertainment создала памятный комплект, посвящённый Бейну; все средства, вырученные с продажи этого комплекта, шли напрямую Дженне и их сыну, Ориону.

## Популярность в сети
Основную публичную активность Бейн проявлял на своём YouTube-канале, где он публиковал «различный игровой контент» в рамках сети игровых каналов Polaris. Наиболее популярной являлась серия «WTF is…?», в которой он показывал свои первые впечатления от различных компьютерных игр. Уилл Портер из Eurogamer описал его как «чемпиона игровой инди-индустрии». Он предположил, что популярность Бейна связана с его голосом, обладающим «оттенком авторитетности», а сам Бейн верил, что ключом к успеху стали его личность и откровенность. К своей смерти в мае 2018 года у Бейна было более 2,2 миллиона подписчиков на YouTube-канале.
TotalBiscuit был одним из самых популярных кураторов в Steam на протяжении нескольких лет. К моменту его смерти у него было более 800 000 подписчиков. Благодаря его популярности Valve Corporation, управляющая Steam, пригласила Бейна и другого игрового критика, Джима Стерлинга, в свой офис для обсуждения способов улучшения витрины Steam и инструментов поиска игр в 2017 году.
Помимо серии «WTF is…?», с 30 октября 2012 по 15 июля 2016 года Бейн вёл программу «Content Patch», посвящённую игровым новостям и комментариям. Бейн также вёл The Game Station Podcast, в котором обсуждал игры и игровые новости с ютуберами Джесси Коксом и Брук «Dodger» Торн, а также многочисленными гостями. Это происходило каждый вторник на стримах на его Twitch-канале.
В 2016 году на платформе Twitch.tv появился смайлик LUL, срисованный с фотографии смеющегося Бейна, впоследствии ставший одним из самых популярных на платформе. В 2017 году, с патчем 3.10, в StarCraft II был добавлен внутриигровой комментатор, озвученный Бейном.

## Защита прав потребителей
В октябре 2013 года студия Wild Games Studio выдвинула претензию о нарушении авторских прав в видео серии «WTF Is…?», критикующем их игру Day One: Garry's Incident, в результате чего видео было удалено, несмотря на то, что копия игры была специально предоставлена Бейну для обзора, а использование защищённого авторским правом материала для критики считается добросовестным использованием и разрешено. Последующее видео Бейна, записанное в ответ на это событие, привлекло внимание прессы и вызвало волну критики в адрес Wild Games Studio, в результате чего студия отозвала свою претензию.
В июле 2014 года исследования показали, что некоторые ютуб-видеоблогеры получают денежную компенсацию от разработчиков за запись видео об их играх, что вызвало бурное обсуждение об этике игровых каналов на YouTube. В ответ на это обсуждение Бейн объявил в твиттере, что он будет чётко отмечать рекламные видео во время заставки. Ранее дисклеймеры находились в описаниях к его видео, но Бейн чувствовал, что этого недостаточно, поскольку YouTube-видеоролики могут быть встроены в другие сайты или воспроизведены в приложениях, и в этом случае эта информация будет не видна.
Помимо собственного кураторского канала в Steam, Бейн основал кураторскую группу «Framerate Police» (с англ. — «полиция частоты кадров»), предназначенную для обзора игр, в которых, согласно сообщениям, кадровая частота зафиксирована на значении 30 кадров в секунду, и определения, достижима ли более высокая частота, так как игры с большей кадровой частотой обычно лучше смотрятся и более отзывчивы к пользовательскому вводу. Описывая цель группы, Бейн заявил: «одним из главных разочарований для людей являются игры, с помощью необоснованных ограничений препятствующие получению той производительности, на которую способно аппаратное обеспечение игроков; и наиболее очевидным и раздражающим фактом, сильно влияющим на восприятие игры, является ограничение в 30 кадров в секунду (или ниже)».
В октябре 2014 года, когда традиционным рецензентам компьютерных игр не удалось получить ранний доступ к игре Middle-earth: Shadow of Mordor, Бейн объявил, что ютуб-видеоблогерам был предложен ранний доступ к играм в обмен на согласие на ограничительный контракт, принуждающий их к положительной оценке игры. Правила Федеральной торговой комиссии требуют раскрытия рекламных предложений на YouTube.
Бейн включился в споры Геймергейт после того, как узнал, что ютуб-видеоблогеры получают уведомления DMCA на видео с обсуждением Зоуи Куинн, и привёл аргумент, что удаление этих видео вызовет очередной эффект Стрейзанд. Это вызвало критику в адрес Бейна в «Твиттере». В дальнейшем Бейн обсуждал этические и профессиональные проблемы, связанные с прессой компьютерных игр, утверждая, что, по его мнению, многие из этических проблем, поднятых во время споров, были существенными и заслуживали обсуждения. Преследование, связанное с Геймергейтом, он назвал результатом действий отдельных людей, желающих спровоцировать конфликт среди вовлечённых в спор.
3 апреля 2017 года Gearbox Publishing объявила о партнёрстве с G2A, в результате которого G2A должна была создать и продавать эксклюзивное коллекционное издание игры Bulletstorm: Full Clip Edition.
. Бейн раскритиковал этот шаг, указывая на отрицательные отзывы о G2A в прессе и обвинения в адрес этой компании, и пригрозил воздержаться от обзора Bulletstorm, а также любой другой игры Gearbox, если Gearbox не отзовёт предложение. 6 апреля 2017 года, за день до предполагаемого выпуска Bulletstorm: Full Clip Edition, Gearbox опубликовала составленный совместно с Бейном список требований, выдвинутых к G2A, несоблюдение которых приведёт к расторжению сделки. Требования были обращены к сервису Shield, открытому API для разработчиков игр, и к платёжной системе G2A. На следующий день Gearbox Publishing публично объявили об окончании сотрудничества с G2A в силу отсутствия реакции на требования со стороны этой компании. 10 апреля 2017 года G2A ответили: «все требования, выдвинутые к G2A.COM, на самом деле давно являются частью нашей рыночной стратегии»; и списали выдвинутые проблемы на незнакомство Бейна и Gearbox с тем, как G2A управляется с рынком.

## Спонсорство
В феврале 2012 года Бейн объявил о начале спонсирования BlinG, игрока команды Team Dignitas, с комментарием: «сообщество StarCraft многое сделало для меня, и в свою очередь у меня есть возможность вернуть это в SHOUTcraft Invitational. Пришло время сделать шаг вперёд и напрямую поддержать британский талант, который, я верю, имеет потенциал стать одним из лучших некорейцев в мире».

### Team Axiom
В августе 2012 года Бейн предложил спонсирование CranK, бывшему игроку команды SlayerS, при подготовке к MLG Pro Circuit 2012-Summer Championship.
26 сентября 2012 года Бейн со своей женой Дженной объявили о создании киберспортивной команды Team Axiom, в которой в качестве спонсоров выступают Бейн и Husky, а CranK, сменивший ник на AxCrank, становится первым её игроком. Для участия в GOMTV Global StarCraft II Team League команда объединилась с Team Acer, сформировав команду Axiom-Acer. В состав Axiom входили AxCrank, AxAlicia, AxHeart и AxRyung.
15 октября 2015 года Бейн объявил о расформировании Team Axiom из-за вернувшегося рака и отсутствия командных успехов в последнее время.

## Награды
Бейн был номинирован на награду «Лучший игрок YouTube» (англ. Greatest YouTube Gamer) на Golden Joystick 2012. Его творчество признавалось видными игровыми сайтами, включая Technorati и Eurogamer. Бейн выиграл 2012 Battle Royale, организованную King of the Web, и пожертвовал свой выигрыш некоммерческой организации Charity: Water. В 2014 году он вошёл в список британцев журнала MCV. TotalBiscuit был номинирован на Shorty Award. 5 декабря 2014 года Бейн получил Fan’s Choice The Game Award в категории «Trending Gamer». В конце октября 2018 года Electronic Sports League объявила, что планируют включить Бейна в зал славы киберспорта; Бейн стал первым не-игроком, удостоившимся этой награды.